# Franz Boos
Pour les articles homonymes, voir Boos.
Franz Boos, né le 23 décembre 1753 à Frauenalb et mort le 9 février 1832 à Vienne, est un explorateur, botaniste et jardinier autrichien.

## Biographie
Boos est membre d'une lignée de jardiniers du grand-duché de Bade. Son père est jardinier-en-chef à Rastatt et son fils Joseph (1794-1879) jardinier-adjoint au palais de Schönbrunn. Franz Boos commence sa carrière en 1771, comme jardinier du prince Léopold de Dietrichstein à Seelowitz en Moravie. Il travaille en 1774 et 1775 aux fameux jardins du prince Jean Ier de Liechtenstein à Lednice (également en Moravie), puis devient en 1776 jardinier-adjoint des jardins de la Cour impériale et royale du palais de Schönbrunn.
Boos se fait connaître par ses expéditions en Amérique, aux Caraïbes et en Afrique du Sud au cours desquelles il collecte nombre de spécimens pour les parcs, les jardins, la ménagerie et le cabinet de l'empereur à Schönbrunn. Joseph II nomme Franz Josef Maerter (1753-1827) botaniste en chef des expéditions avec Boos comme adjoint spécialisé des plantes tropicales pour les serres impériales. Boos participe à deux expéditions majeures, celle d'Amérique en 1783-1785; et celle des Caraïbes, d'Afrique du Sud, de l'île Bourbon et de l'île de France (1786-1788).

### Expédition d'Amérique et des Caraïbes 1783-1785
Le botaniste Jacquin, directeur du jardin botanique de l'université de Vienne et des jardins impériaux de Schönbrunn, et le minéralogiste Ignaz von Born obtiennent de l'empereur Joseph II qu'il ordonne une expédition au printemps 1783 pour collecter des spécimens de flore et de faune de Pennsylvanie, de Caroline du Sud, du New Jersey et la Floride orientale. Le naturaliste Franz Joseph Maerter est nommé chef de l'expédition scientifique. Il est accompagné du botaniste Matthias Leopold Stupicz, de Boos, du garçon-jardinier Franz Bredemeyer et du peintre Adam Moll. Ils partent du Havre à bord du General Washington en direction de Philadelphie. Bredemeyer rapporte au printemps 1784 le premier transport de plantes vivantes pour Vienne. Il repart à la fin de l'année pour la Martinique et Haïti, où il retrouve Maerter, puis il va en Amérique du Sud.
En mars 1784, Boos et Maerter embarquent pour visiter New Providence et les Bahamas. Ils vont herboriser aussi à Guanahani et dans les autres îles. En septembre suivant, Boos quitte les îles le 9 pour se retrouver à Charleston et expédie à Vienne sa collection de plantes vivantes en mai 1785. Lui-même retourne à Vienne par les Provinces-Unies en septembre 1785. Boos avait ainsi recueilli nombre d'espèces de plantes rares dans la région de Charleston.
Les serres de Schönbrunn possèdent alors une collection impressionnante de plantes exotiques issues des expéditions de Jacquin aux Antilles et en Amérique du Sud effectuées entre 1754 et 1759, toutefois une panne du système de chauffage en avait détruit une certaine partie à l'hiver 1780. La nouvelle expédition permet ainsi de réparer les dommages et de l'enrichir.

### Expédition d'Afrique du Sud, de l'île Bourbon et de l'île de France 1786-1788
À son arrivée à Vienne, Boos est averti par Jacquin qu'il doit partir pour une autre expédition, en tant que chef de la mission scientifique, vers le cap de Bonne-Espérance et étudier le jardin botanique de Pamplemousses à l'île de France. Le départ est fixé en octobre 1785. Il prend avec lui Georg Scholl comme jardinier-adjoint. Il demeure dans la région du Cap, plus longtemps que prévu, de mai 1786 à février 1787, car le mauvais temps l'empêche de partir pour l'île de France. Il en profite pour entreprendre plusieurs missions à l'intérieur, accompagné du botaniste écossais, Francis Masson, et de Scholl. Ils explorent ainsi le Swartland (à une cinquantaine de kilomètres au nord du Cap) ou le semi-désert de Karoo, recueillant des plantes, des bulbes, des graines, mais également des oiseaux et des insectes. Au début de l'année 1787, Franz Boos herborise autour du cap de Bonne-Espérance et en avril 1787, il s'embarque pour l'île Bourbon et l'île de France. Nicolas Baudin, qui n'était pas encore célèbre, le prend à son bord. C'est grâce à Boos que Baudin acquiert ses connaissances en horticulture qui lui seront utiles plus tard pour sa fameuse expédition des mers du Sud.
À l'île de France, Franz Boos étudie et travaille au jardin du Roy (à Pamplemousses) avec Nicolas Céré et à la plantation de Palma avec Cossigny, son fondateur. Il rapporte un grand nombre de plantes exotiques, endémiques ou originaires d'Asie du Sud-Est et rassemblées au jardin. Après que Boos eut quitté Pamplemousses, Céré, son directeur, accueille de juillet 1788 à mars 1789 Joseph Martin, élève-jardinier d'André Thouin du Jardin du Roy. Martin envoie beaucoup de plantes et d'épices à Paris, aux Antilles et à Cayenne et devient ensuite directeur du jardin d'acclimatation de Cayenne.
Boos s'embarque du Cap pour l'Europe en août 1788 à destination de Trieste (alors port autrichien) à bord de la Joséphine, commandée par Baudin. Il laisse Scholl au Cap qui ne retourne en Europe qu'en 1798 et atteint Vienne en 1799. Boos transporte plus de trois cents caisses de plantes pour l'herbarium du cabinet d'histoire naturelle de la Cour impériale, devenu aujourd'hui le muséum d'histoire naturelle de Vienne. Cependant il laisse au Cap un grand nombre d'autres caisses qu'il ne parvient pas à faire transporter en Europe et dont une partie sera transportée deux ans plus tard par Baudin jusqu'à l'île de la Trinité et saisies par les Britanniques. Il laisse également à la Trinité les poivres, des légumineuses et des plantes endémiques de la côte de Malabar et de l'Asie du Sud-Est recueillies au jardin botanique de Pamplemousses. Scholl expédie des bulbes séchés du Cap à Vienne grâce à plusieurs envois entre 1790 et 1792. Les envois sont reçus par le consul de Hollande et ensuite transportés par voie fluviale jusqu'à Vienne.
Parmi ces plantes que Boos rapporte, il se trouve plusieurs spécimens du lis du Cap (Veltheimia capensis) dont les descendants se trouvent aujourd'hui au zoo de Schönbrunn. Un sujet de Fockea capensis de la famille des Euphorbiaceae est également transporté. C'est la plante succulente la plus ancienne qui ait jamais été cultivée en pot. Boos rapporte aussi douze mammifères vivants (surtout des primates) et environ deux cent-cinquante oiseaux empaillés. Beaucoup d'entre eux sont par la suite étudiés et illustrés par Jacquin.
Lorsque Scholl arrive à Vienne en 1799, il transporte avec lui un grand nombre d'espèces du genre Erica que l'on retrouve encore aujourd'hui dans les jardins de Schönbrunn et du Belvédère.

### Retour et hommages
Boos succède à Jacquin à la tête des parcs et jardins de Schönbrunn. Il devient en plus directeur de la ménagerie en 1790 après la mort de Richard van der Schoot et directeur du jardin hollandais. Il publie alors un plan des jardins de Schönbrunn. En 1807, il est nommé directeur de tous les jardins de la Cour. Il est admis en 1810 au Conseil impérial et prend retraite en 1827. Franz Bredemeyer lui succède aux jardins impériaux et à la ménagerie.
Franz Boss publie avec son fils Joseph en 1816 un catalogue des plantes de Schönbrunn: Systematisch geordnetes Verzeichniss der im kais. königl. Holländisch-Botanischen Hofgarten zu Schönbrunn cultivirten Gewächse, publié par Geistinger, à Vienne et à Trieste.
Une voie de Hietzing est nommée d'après lui en 1905. Boos était un ami de jeunesse de Peter Joseph Lenné l'Ancien, jardinier-en-chef du jardin impérial de Brühl, et permet à son fils, Peter Joseph Lenné de se former à Schönbrunn.

## Sources
- (en) Cet article est partiellement ou en totalité issu de l’article de Wikipédia en anglais intitulé « Franz Boos » (voir la liste des auteurs).

- (de) Cet article est partiellement ou en totalité issu de l’article de Wikipédia en allemand intitulé « Franz Boos » (voir la liste des auteurs).